# Protohemichenopus neuquensis
Protohemichenopus neuquensis  es un gastrópodo marino fósil de la familia Aporrhaidae, común en estratos geológicos del Jurásico Superior y Cretácico inferior de Sudamérica. La especie fue descripta por el paleontólogo Horacio Camacho en 1953. Esta especie es común en sedimentos finos de la Formación Agrio en la provincia del Neuquén, Argentina.

## Descripción
Concha cónica con espira compuesta de 4 a 5 vueltas, las dos o tres primeras, uniformemente convexas y lisas, las restantes recorridas por una carena media, bien pronunciada, que contiene a los anfractos una sección transversal en ángulo muy agudo: sobre la sutura inferior es posible observar otra carena menos prominente; la última vuelta tiende a ser globosa y con un diámetro bastante superior al de la base de la espira, hallándose recorrida por dos fuertes carenas superiores, existiendo una tercera inferior menos gruesa: en algunos ejemplares. Se observa aun una cuarta. De las dos primeras carenas se desprenden hacia atrás, elevándose sobre la espira y otra inferior, corta, recta, que se aleja de la conchilla formando un ángulo de aproximadamente 45°. Existe además, una callosidad digitiforme, la cual recorre longitudinalmente la espira. Canal anterior largo, delgado y ligeramente curvo. Finas estrías espirales recorren la conchilla, excepto las dos primeras vueltas.